# Pitthea flavimargo
Pitthea flavimargo là một loài bướm đêm trong họ Geometridae.